# Gorzków (gromada w powiecie krasnostawskim)
Gorzków – dawna gromada, czyli najmniejsza jednostka podziału terytorialnego Polskiej Rzeczypospolitej Ludowej w latach 1954–1972.
Gromady, z gromadzkimi radami narodowymi (GRN) jako organami władzy najniższego stopnia na wsi, funkcjonowały od reformy reorganizującej administrację wiejską przeprowadzonej jesienią 1954 do momentu ich zniesienia z dniem 1 stycznia 1973, tym samym wypierając organizację gminną w latach 1954–1972.
Gromadę Gorzków z siedzibą GRN w Gorzków-Osada utworzono – jako jedną z 8759 gromad na obszarze Polski – w powiecie krasnostawskim w woj. lubelskim na mocy uchwały nr 9 WRN w Lublinie z dnia 5 października 1954. W skład jednostki weszły obszary dotychczasowych gromad Gorzków-Osada, Chorupnik, Zamostek, Gorzków wieś, Góry, Piaski Szlacheckie i Borsuk ze zniesionej gminy Gorzków w tymże powiecie. Dla gromady ustalono 27 członków gromadzkiej rady narodowej.
1 stycznia 1960 do gromady Gorzków włączono obszar zniesionej gromady Wielkopole w tymże powiecie.
1 stycznia 1962 do gromady Gorzków włączono wsie Felicjan, Bogusław i Orchowiec oraz kolonie Bagina i Wirtka ze zniesionej gromady Orchowiec w tymże powiecie.
Gromada przetrwała do końca 1972 roku, czyli do kolejnej reformy gminnej. 1 stycznia 1973 w powiecie krasnostawskim reaktywowano gminę Gorzków.